# لييف شرايبر
إسحاق لييف شرايبر (بالإنجليزية: Liev Schreiber)‏ (ولد 4 أكتوبر 1967) هو ممثل أميركي ومنتج ومدير وكاتب سيناريو. ولد في مدينة سان فرانسيسكو لأب بروتستانتي ثري من أصول إيرلندية ونمساوية وسويدية واسكتلنديّة ولأم يهودية من أصول بولندية وأوكرانية وألمانية. من أبرز أدواره فيلم رجال-إكس الأصول: وولفرين وسولت.

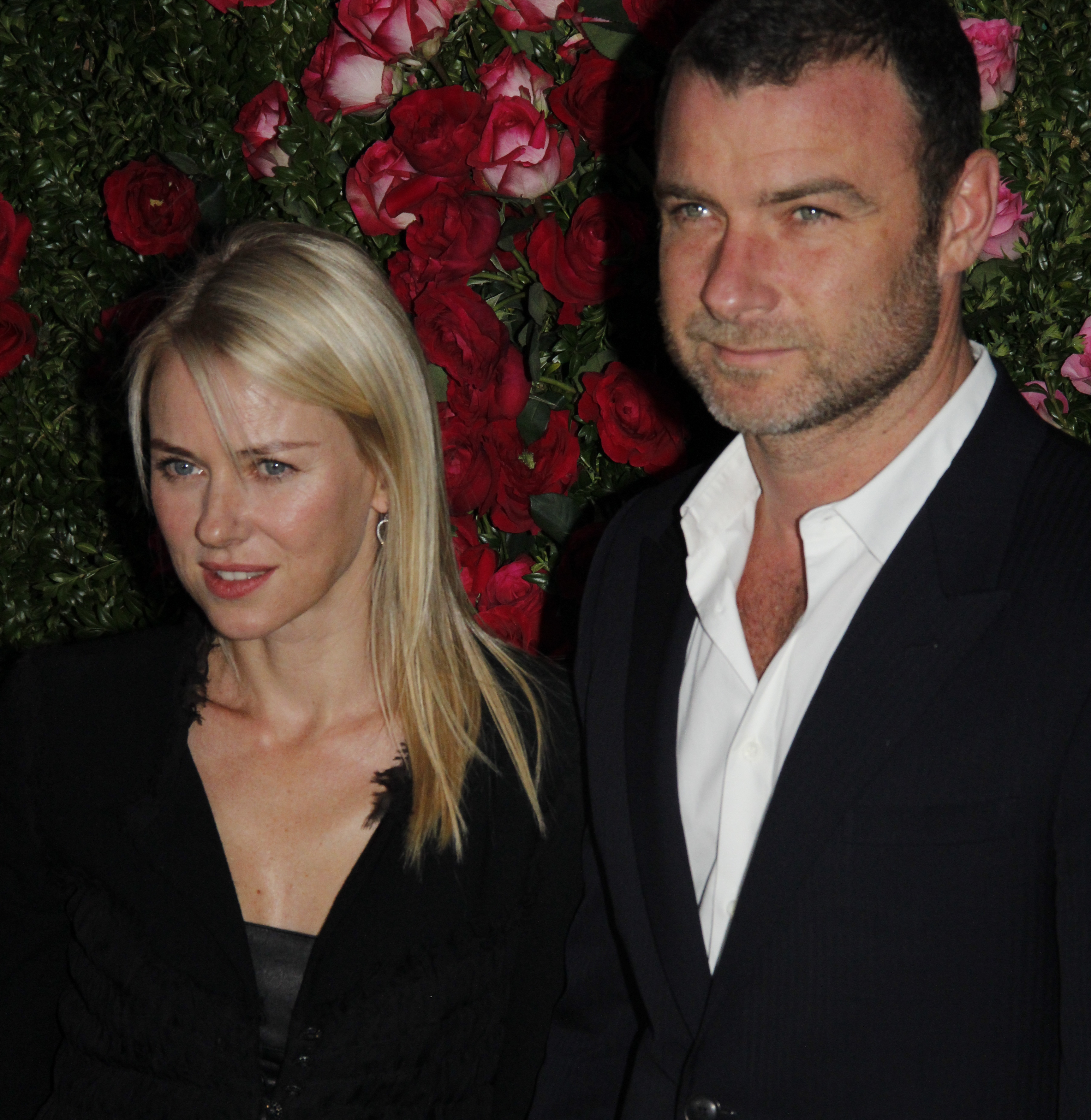
مع زوجته نعومي

## روابط خارجية
- ييف شرايبر على موقع IMDb (الإنجليزية)
- ييف شرايبر على موقع روتن توميتوز (الإنجليزية)
- ييف شرايبر على موقع ألو سيني (الفرنسية)
- ييف شرايبر على موقع ميوزك برينز (الإنجليزية)
- ييف شرايبر على موقع تيرنر كلاسيك موفيز (الإنجليزية)
- ييف شرايبر على موقع أول موفي (الإنجليزية)
- ييف شرايبر على موقع بوكس أوفيس موجو (الإنجليزية)
- ييف شرايبر على موقع قاعدة بيانات برودواي على الإنترنت (الإنجليزية)
- ييف شرايبر على موقع قاعدة بيانات برودواي على الإنترنت (الإنجليزية)
- ييف شرايبر على موقع قاعدة بيانات الأفلام السويدية (السويدية)